# Сюй Жунмао
Сюй Жунма́о (кит. трад. 許榮茂, упр. 许荣茂, пиньинь Xǔ Róngmào; род. 1950) — китайский предприниматель, основатель компании Shimao Property Holdings — крупнейшей строительной компании Шанхая, владелец Shimao Group.

## Биография
Сюй Жунмао родился и вырос в уезде Цзиньцзян (сейчас место его рождения находится на территории городского уезда Шиши городского округа Цюаньчжоу) провинции Фуцзянь. Он был старшим из восьми детей. После окончания школы, во время Культурной революции в Китае его направили в деревню для работы в качестве врача. В 1970 году Сюй Жунмао эмигрировал в Гонконг и работал на текстильной фабрике.
В 1988 году Сюй Жунмао обещает вложить 1,2 миллиарда юаней в создание трикотажного производства в родном городе, однако вместо этого строит отель, хотя частные отели в тот момент в КНР были запрещены. Однако к окончанию строительства политика правительства меняется, и частное владение отелями становится возможным. Так Сюй Жунмао становится владельцем первого в КНР частного трёхзвёздочного отеля. После этого он начинает инвестировать в жилищное строительство и создание курортов в провинции Фуцзянь.
В 1990-е годы, буквально накануне роста цен, его бизнес расширяется в Пекин и Шанхай.
В 2000-е годы Сюй Жунмао увеличивает компанию за счёт приобретения публичных компаний. Так появляются компании Shimao Holdings, Shimao International и Shimao Property.
14 сентября 2008 года сообщалось, что Сюй Жунмао заинтересован в приобретении английского футбольного клуба «Ньюкасл Юнайтед».